# Marquesado de Córdoba

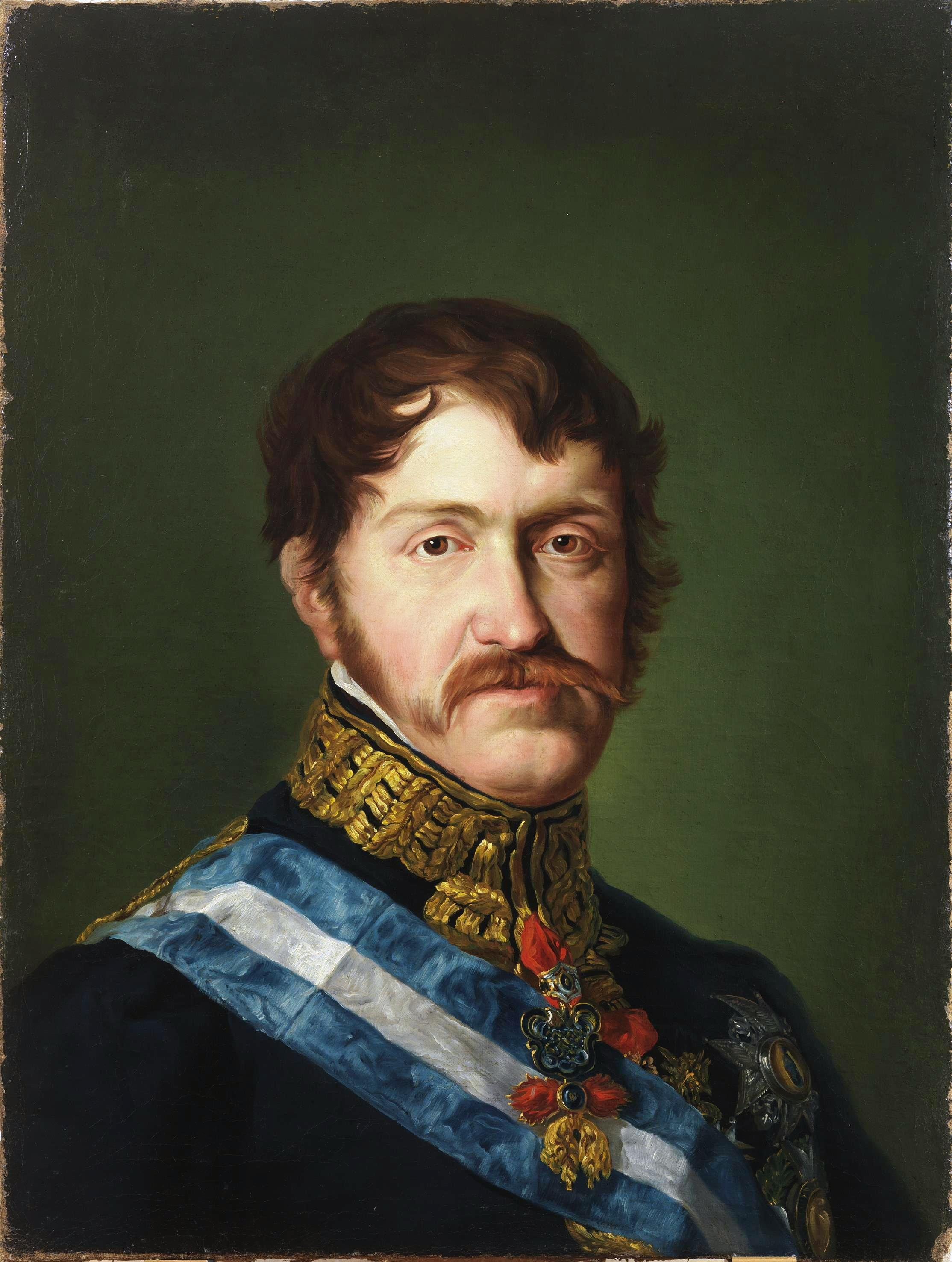
Carlos María Isidro de Borbón, rey carlista, "Carlos V", "rey" que concedió el marquesado de Córdoba.

El marquesado de Córdoba es un título nobiliario español concedido por el pretendiente a rey de España, por la rama carlista, Carlos María Isidro de Borbón, autoproclamado, Carlos V, rey de España, hermano del rey Fernando VII y opositor a que reinara su sobrina la reina Isabel II, al Brigadier de los Reales Ejércitos D. José Joaquín de Llorens y Bayer.
José Joaquín Llorens y Bayer, era hijo de Joaquín Llorens y Chiva, Síndico General de Valencia y de su mujer María Bayer Segarra.
Su denominación hace referencia a la ciudad andaluza de Córdoba'." D. Carlos V" se lo concedió por la toma al asalto de dicha ciudad.
Nota: Este marquesado nunca fue reconocido legalmente como título español, ni el primer poseedor ni ninguno de sus descendientes solicitaron la rehabilitación como título del reino, por lo que, en estos momentos es solo un título histórico, y dado que la actual Ley en vigor no permite su rehabilitación es un título caducado.

## Marqueses de Córdoba
|                                                                     | Titular                                                             | Periodo                                                             |
| Creación por Carlos María Isidro de Borbón, "Pretendiente Carlos V" | Creación por Carlos María Isidro de Borbón, "Pretendiente Carlos V" | Creación por Carlos María Isidro de Borbón, "Pretendiente Carlos V" |
| ------------------------------------------------------------------- | ------------------------------------------------------------------- | ------------------------------------------------------------------- |
| I                                                                   | José Joaquín de Llorens y Bayer                                     | 1837-1863                                                           |
| Único titular                                                       |                                                                     |                                                                     |

## Historia de los marqueses de Córdoba
- José Joaquín de Llorens y Bayer (nacido en Villareal, fallecido el 20 de agosto de 1863 en Puerto Mingalvo), I marqués de Córdoba.

1. Casó el 17 de febrero de 1850 en Utiel,(parroquia de Nuestra señora de la Asunción), con Joaquina Fernández de Córdova e Ibáñez de Ocerín, hija de Miguel Fernández de Córdova e Iranzo y de Saturnina Ibáñez de Ocerín y González de Andía.

## Descendencia
José Joaquín de Llorens y Bayer tuvo cuatro hijas y un hijo, que fue:
- Joaquín de Llorens y Fernández de Córdoba (Valencia 1854 - Orihuela, 1930), General de Artillería, Cruz Laureada de San Fernando, Diputado por Morella, Olot y Estella.

1. Casó con Concepción Colomer y Conca.

Tuvieron por hijos a:
1. Miguel de Llorens y Colomer, que casó con María del Amparo Fuentes-Bustillo y Nieulant, XI marquesa de Gelo, III marquesa de Valmar.
2. José de Llorens y Colomer (1890-..), que casó con María de la Concepción Coello de Portugal y Melgarejo, IV condesa de Pozo Ancho del Rey.

Los descendientes de estos dos hijos, dieron continuidad al marquesado de Gelo y al marquesado de Valmar, así como al condado de Pozo Ancho del Rey y al marquesado de los Ogíjares.
Ninguno de los descendientes del I marqués de Córdoba pidió nunca la rehabilitación de este título, por lo que éste está actualmente caducado, y sin ninguna posibilidad de rehabilitarlo.